# Struthiola mundtii
Struthiola mundtii är en tibastväxtart som beskrevs av Christian Friedrich Frederik Ecklon och Carl Daniel Friedrich Meisner. Struthiola mundtii ingår i släktet Struthiola och familjen tibastväxter. Inga underarter finns listade i Catalogue of Life.